# Parafestuca
Parafestuca is een geslacht uit de grassenfamilie (Poaceae). De soorten van dit geslacht komen voor in delen van het Pacifisch gebied.

## Soorten
Van het geslacht zijn de volgende soorten bekend: 
- Parafestuca albida
- Parafestuca albina